# Myrmotherula cherriei
Myrmotherula cherriei е вид птица от семейство Thamnophilidae.

## Разпространение
Видът е разпространен в Бразилия, Венецуела, Колумбия и Перу.